# Megaxenops parnaguae
Megaxenops parnaguae là một loài chim trong họ Furnariidae.